# Бабаево (городское поселение)
Городское поселение город Бабаево — упразднённое в 2022 году городское поселение в Бабаевском районе Вологодской области.
Административный центр — город Бабаево.
Городское поселение «город Бабаево» образовано 1 января 2006 года в соответствии с Федеральным законом № 131 «Об общих принципах организации местного самоуправления в Российской Федерации».
1 июня 2022 года Бабаевский муниципальный район и все входившие в его состав городское и сельские поселения были упразднены и объединены в Бабаевский муниципальный округ.

## Население
| 2011    | 2012    | 2013    | 2014    | 2015    | 2016    | 2017    |
| ------- | ------- | ------- | ------- | ------- | ------- | ------- |
| 12 102  | ↘11 980 | ↘11 790 | ↘11 698 | ↘11 566 | ↗11 602 | ↗11 608 |
| 2018    | 2019    | 2020    | 2021    |         |         |         |
| ↘11 506 | ↘11 444 | ↗11 521 | ↗11 871 |         |         |         |

## Состав городского поселения
| №        | Населённый пункт | Тип населённого пункта        | Население |
| -------- | ---------------- | ----------------------------- | --------- |
| 1        | Бабаево          | город, административный центр | ↘11 646   |
| 1.000001 | Бабаево          | деревня                       | ↗64       |
| 1.000002 | Высоково         | деревня                       | →0        |
| 1.000003 | Заготскот        | посёлок                       | →0        |
| 1.000004 | Колпино          | деревня                       | ↗22       |

1 декабря 2021 года были упразднены посёлок Заготскот и деревни Бабаево, Высоково, Колпино — все они были включены в черту города Бабаево.